# Versailles, Kentucky
Versailles [vərˈseɪlz] är administrativ huvudort i Woodford County i Kentucky. Orten har fått sitt namn efter staden Versailles i Frankrike. Enligt 2010 års folkräkning hade Versailles 8 568 invånare.
Brittany Farms, där travhästar som Glidemaster, Self Possessed, Father Patrick och Muscle Hustle är födda, ligger i Versailles.

## Kända personer från Versailles
- Ben Chandler, politiker